# 에드워드 참회왕의 관

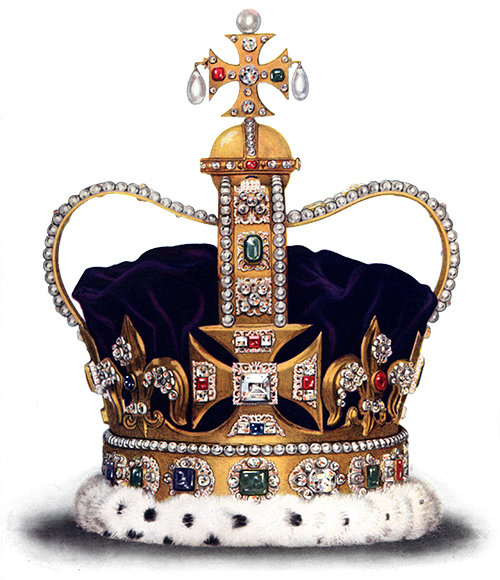

에드워드 참회왕의 관 또는 성 에드워드 왕관(St Edward's Crown)은 영국 군주의 대관식의 중심을 이루는 보물로, 영국의 대관보기들 중 가장 오래된 유물이다. 에드워드 참회왕의 이름이 붙은 이 관은 전통적으로 잉글랜드 및 그 후신인 영국 군주들의 대관식 대관에 사용되었다. 현재 사용되는 관은 1661년 찰스 2세의 대관식 때 만들어진 것이다.
성 에드워드 왕관은 22캐럿 금으로 이루어져 있으며 둘레는 66cm, 높이는 30cm이고 무게는 대략 2.23kg 정도로 상당히 무겁다. 4개의 백합 문양과 4개의 십자가 장식이 띠에 붙어있으며 2개의 홍예 아치가 띠에 연결되어 있다.
영연방 여러 국가의 각종 문장들에서 볼 수 있는 왕관이 이 왕관이다. 1902년부터 문장들에는 튜더의 관이 사용되었는데, 1953년 엘리자베스 2세의 명령으로 참회왕의 관으로 바뀌었다.